# Maulden
Maulden è un paese di 2 000 abitanti della contea del Bedfordshire, in Inghilterra.